# Campeonato Asiático de Voleibol Feminino Sub-20
O Campeonato Asiático de Voleibol Feminino Sub-20 é uma competição organizada pela Confederação Asiática de Voleibol que reúne a cada 2 anos seleções de voleibol da Ásia e da Oceania desta categoria. Sua primeira edição foi realizada em 1980 e teve como campeã a Coreia do Sul; a maior vencedora da competição com 10 conquistas é a China.

## História
A primeira edição ocorreu em 1980, com a nomenclatura de Campeonato Asiático Sub-19, vencida pelos anfitrião, a Coréia do Sul

## Quadro Geral
| Ordem | País          | Medalha de ouro | Medalha de prata | Medalha de bronze | Total |
| ----- | ------------- | --------------- | ---------------- | ----------------- | ----- |
| 1     | China         | 12              | 4                | 2                 | 18    |
| 2     | Japão         | 6               | 8                | 3                 | 17    |
| 3     | Coreia do Sul | 1               | 4                | 8                 | 13    |
| 4     | Taipé Chinesa | 0               | 2                | 3                 | 5     |
| 5     | Tailândia     | 0               | 1                | 2                 | 3     |
| 6     | Índia         | 0               | 0                | 1                 | 1     |